# Pesimismus

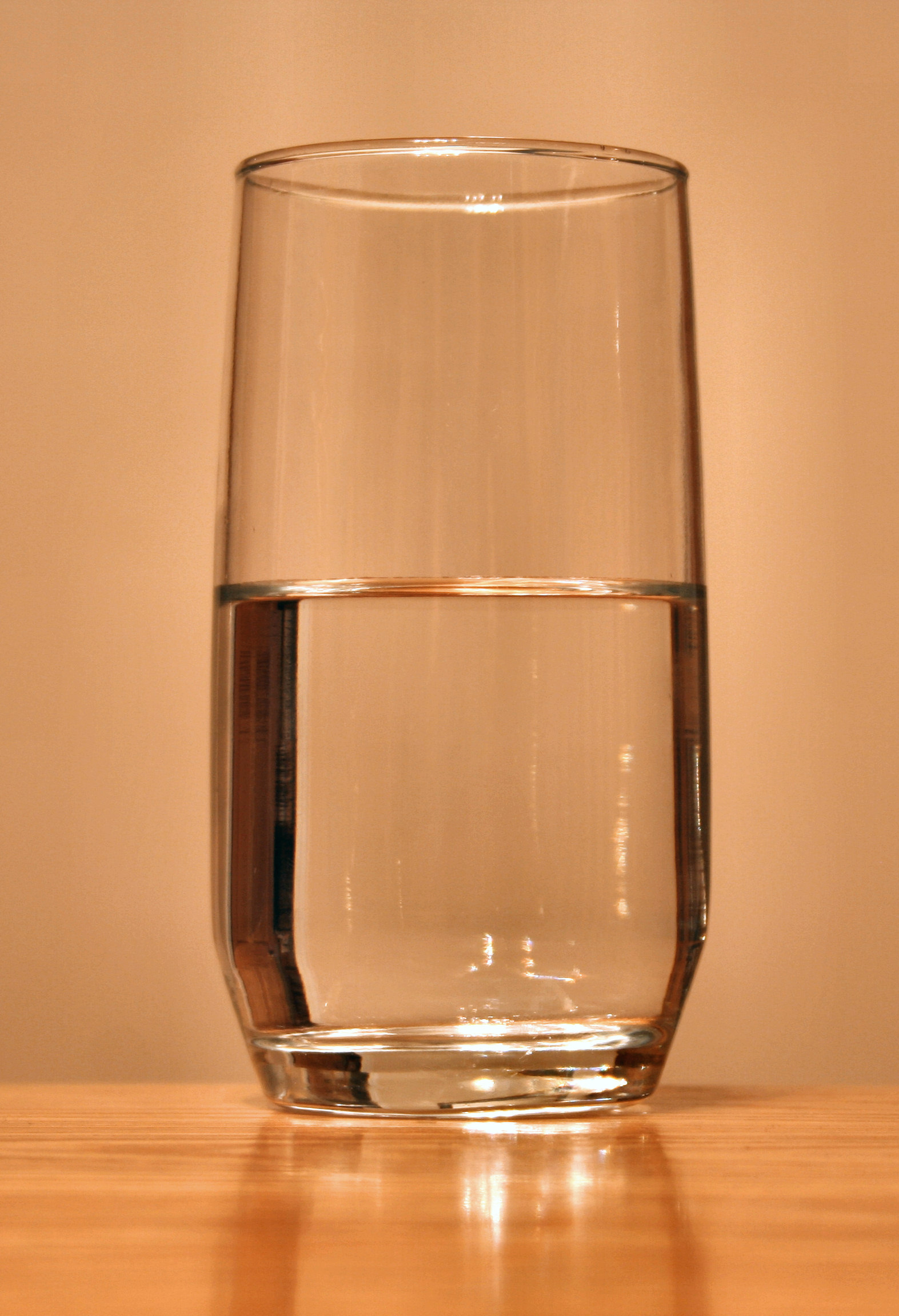
Podle pesimisty je sklenice napůl prázdná.

Pesimismus (z lat. pessimum, to nejhorší), česky škarohlídství, znamená obecný postoj a přesvědčení, že věci jsou špatné nebo zlé a budou patrně ještě horší. Lze jej popsat také jako názor, že zlo stejně nakonec převládne nad dobrem. Jeho protikladem je optimismus, přesvědčení, že věci i svět jsou dobré a budou stále lepší.
Pesimista je člověk, který zastává pesimistické názory, vidí všechno černě. Nevidí žádné perspektivy, nevěří v dobrou budoucnost, a na všem vidí to horší, všechno si představuje a domýšlí v té horší možné variantě. Podle Eysenckovy teorie jsou pesimisté nejčastěji lidé, které označil jako melancholiky. Optimisty pesimisté často označují za snílky nebo lehkovážné a sami sebe za realisty.

## Pesimismus a optimismus
Pesimismus a optimismus jsou sice protiklady, obojí jsou ale hodnotící postoje, které lze vyjádřit obecným tvrzením tvaru „všechno je X“, kde X je atribut (vlastnost). Takové výroky mohou mít v běžné řeči dobrý smysl. Člověk, který se právě vrátil z dovolené ve Středomoří, může říci: „Tady je všechno zelené“ a každý mu rozumí, protože si domyslí zamlčené předpoklady: 1) že „tam“ je tomu jinak a 2) že „všechno“ znamená všechny věci, které mohou a mají být zelené, tedy trávníky a lesy, a ne lidi nebo auta.
Bez tohoto kontextu, který je v přirozeném světě samozřejmý, je to ovšem tvrzení velmi paradoxní. V plném smyslu slova „všechno“ říká jen tolik, že příslušný atribut nic neznamená; má-li úplně všechno vlastnost X, je zbytečné o tom hovořit a slovo pro X neříká nic. Slavné Hérakleitovo „všechno plyne“ (panta rhei) znamená přesně vzato nejspíš tolik, že „všechno“ plyne na rozdíl ode mne, Hérakleita (případně nebeské oblohy apod.), který neplyne a může tudíž toto plynutí pozorovat a konstatovat.
Ač by se mohlo zdát, že pesimismus a optimismus jsou symetrické, je mezi nimi velký rozdíl: tvrdí-li pesimista, že svět je špatný, vzniká otázka, vůči čemu jej měří? Bylo by asi přesnější, kdyby řekl, že pro něj není dost dobrý. Karel Čapek napsal, že „pesimismus je jisté požitkářství; je to prostředek, jak se radovat ze špatného stavu věcí.“ Dobře si všiml, že v pravém pesimismu je skryto jisté potěšení z toho, že všechno je špatné – vyjma ovšem pesimisty samého, který sám sebe z tohoto obecného soudu mlčky vyjímá; jinak by jeho soud totiž nedával smysl. V tomto ohledu je naopak optimismus výrazem jisté skromnosti člověka, jemuž svět a věci připadají (pro něho) až příliš dobré, lepší než si zaslouží.

## Pesimismus jako fatalismus
Pro oba postoje je ovšem charakteristické, že věci a svět pouze pozorují a posuzují, jako kdyby se pozorovatele netýkaly. Oba se domnívají, že věci jsou nějaké a někam směřují, že je není třeba (nebo není možné) nijak ovlivňovat a stačí jen čekat, jak to dopadne. V tomto ohledu jsou oba projevem jistého fatalismu nebo dokonce dětinství. I když se člověk někdy ocitá v situaci, kterou ovlivnit nemůže, není to zdaleka obvyklé, a dokonce i v takové situaci záleží například na tom, jak se v ní sám zachová. „I kdybych byl třeba cikánského rodu a co jeho poslední potomek umíral, přece bych se ještě chtěl přičinit, aby po nás aspoň světlá zbyla památka,“ napsal mladý František Palacký. Nejčastěji je to ovšem tak, že člověk situaci ovlivnit může, a pak bývá jak pesimismus, tak optimismus prostě výmluvou pro nečinnost.

## Pesimismus ve filosofii

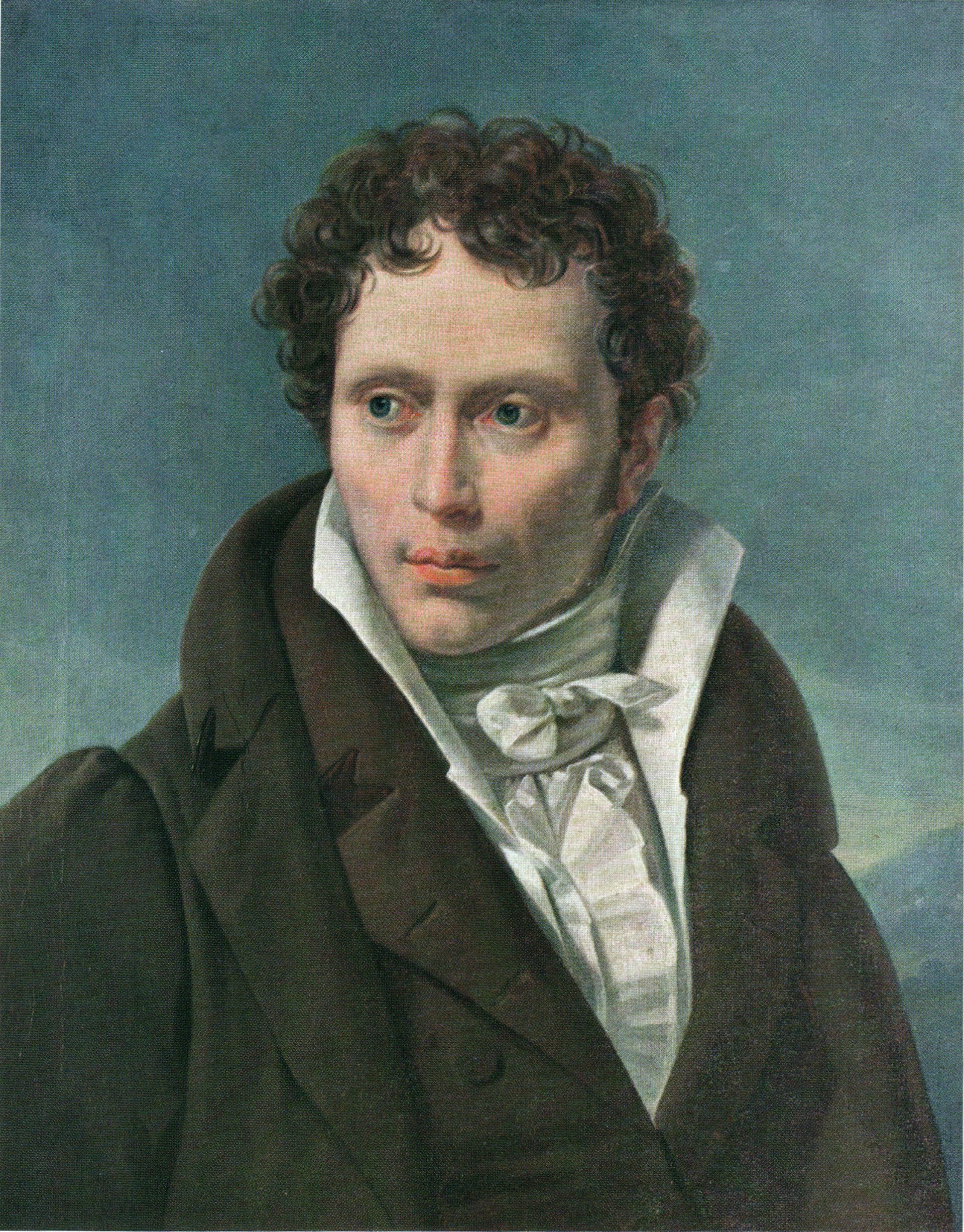
Představitel pesimistické filosofie Arthur Schopenhauer

Pesimismus tedy neznamená jen špatné hodnocení nebo ostrou kritiku skutečnosti, nýbrž zároveň přesvědčení, že se s tím nedá (nemá) nic dělat. Paradoxně se vyskytuje v prostředích, kde se lidem nevede právě špatně: mohou si tudíž pesimismus dovolit. Jistý pesimistický rys je už ve starověkém epikureismu a důsledně fatalistickou a pesimistickou filosofii představil Arthur Schopenhauer v knize „Svět jako vůle a představa“ (1819): například život v ní vidí především jako bolest a utrpení.
Od skutečného pesimismu je třeba odlišit kritiku, ať je sebevíc přísná a negativní, protože ta chce naopak čtenáře či posluchače probudit z letargie a povzbudit k nějaké činnosti. Takových autorů a textů je ve světové filosofické i umělecké literatuře velmi mnoho, od biblických proroků až po Dostojevského, Nietzscheho nebo Camuse. Může se ovšem stát, že čtenáři text špatně pochopí a čtou jej také jako pesimistický.

## Historický pesimismus
Německý filosof a historik Oswald Spengler se v knize „Zánik Západu“ pokusil svým spoluobčanům ulehčit těžké zklamání z prohrané války tvrzením, že ani celý Západ na tom není o nic lépe než Německo – zánik jej teprve čeká. Také Spenglerova filosofie dějin je fatalistická: kultury jsou organické celky, které rostou, stárnou a zanikají bez ohledu na to, co lidé dělají. Katastrofy nejsou důsledkem špatných rozhodnutí a nezodpovědné politiky, nýbrž prostě stáří. Proto měl Spengler ve své době veliký úspěch, protože německou politiku zbavoval viny a tím také přispěl k tomu, že se katastrofa za dvacet let ve druhé světové válce opakovala.